# كمالا إبراهيم
كمالا إبراهيم الاسم الكامل (كمالا إبراهيم إسحاق) [الإنجليزية: Kamala Ibrahim Ishaq][بحاجة لمصدر] من مواليد 1939م هي فنانة سودانية درست في كلية الفنون الجميلة التي كانت تُعرف سابقًا باسم (القسم العالي للفنون في معهد الخرطوم التقني) في الخرطوم، السودان عام (1963م). تابعت دراساتها العليا الكلية الملكية للفنون في لندن عام (1964-1966) وكانت مؤسسة لمجموعة فنية مفاهيمية تسمى «كريستالستس» أو البلورية والتي تحدت الممارسات التقليدية في المشهد الفني السوداني. أسست المجموعة مع محمد حميد شداد ونايلة الطيب وكان هدفها تحدي مجموعة الخرطوم وتوقعاتها التقليدية لمفاهيم للذكور. كانت تسمى أول رسام امرأة حديثة تاريخ في السودان.
درست في معهد الخرطوم التقني من عام 1959م وحتى 1963م، وكان ذلك قبل دراسة الرسم والتوضيح والطباعة الحجرية في كلية الملكية للفنون، ومن ثم عادت للتدريس في معهد الخرطوم التقني.ومن ثم تولت عام 1978 رئاسة قسم الرسم فيها.

## السيرة الذاتية
تعتبر كمالا إبراهيم إسحق واحدة من أبرز فناني ورواد الحداثة في السودان، وقد شكّلت عبر دورها التعليمي مصدر إلهام لجيل من الفنانين الشباب السودانيين، ما جعلها مرشدة لإحدى الحركات المفاهيمية الهامة التي عُرِفت باسم المدرسة البلورية. تتصدى أعمال إسحق للمنظور الذكوري للفن في السودان، وذلك بتصويرها مشاهد من حياة المرأة بألوان مستقاة من الشمس والرمل والسماء.
تخرجت الأستاذة كمالا إبراهيم من كلية الفنون الجميلة والتطبيقة في الخرطوم 1963م درست بالكلية الملكية للفنون في لندن ونالت زمالة الكلية تخصص جداريات ودرست فيها كورس لمدة عام في الرسومات التوضيحية الطباعة والليثوغرافيا عملت محاضرة ورئيسة لقسم التلوين بكلية الفنون الجميلة والتطبيقية، الخرطوم وحائزة على الجائزة الأولى لجناح السودان بينالي الاسكندرية. وكذلك حازت على جائزة الأمير كلاوس لعام 2019.
هذا الرابط به بعض الصور لاعمالها.
تقيم وتعمل حالياً في حي بري في الخرطوم.

## مشاركتها

### معارضها
شكّلت أعمال كمالا جزءاً من معرض متجّول حمل عنوان معرض: «كسر الحُجب فنانات من العالم الإسلامي»، جاء برعاية الجمعية الملكية للفنون الجميلة، الأردن (2002)؛
كما عُرضت أعمالها في غاليري المعهد الفرنسي، الخرطوم (2015)؛
مركز شبرين للفنون، الخرطوم (2014)؛ متحف الشارقة للفنون، الإمارات العربية المتحدة (1995)؛ غاليري وايت تشابل، لندن (1995)؛ المتحف الوطني لفنون المرأة، واشنطن (1994)؛ مركز كامدن للفنون، لندن (1970)، وقدمت أعمالها في معرض بأسم نساء في مكعبات بلورية وغيرها من المعارض.

## مساهماتها
أنشأت كمالا بالتعاون مع عدد من طلابها «جماعة البلّوريين»، وهي جماعة فنية مفاهيمية تصدّت للطبيعة الذكورية التقليدية المتسيدة للفن السوداني. شاركت في سبعينات القرن العشرين في إقامة فنية في متحف السودان القومي، حيث ساهمت مع فنانين سودانيين آخرين برسم جدارية على مدخل المتحف.
وركزت عملها على الجوانب غير الملموسة لحياة المرأة في السودان وأفريقيا والعالم العربي، وأدى اهتمامها بحياة المرأة إلى إجراء أبحاث ميدانية ولوحات واسعة النطاق لـ«الضار»، وهو احتفال نسائي سوداني تقليدي 

## نساء في مكعبات بلورية معرض استعادي (1965-الحاضر)، 2016
يقدم هذا المعرض مجموعة من أعمال الفنانة السودانية كمالا، والتي تعدّ أحد كبار الفنانين المؤثرين ورواد حركة الفن الحداثي في السودان. يضم المعرض مجموعة من بواكير الأعمال التي أنتجتها الفنانة، بالإضافة إلى الأعمال الجديدة التي كُلّفت بها من قبل مؤسسة الشارقة للفنون. شارك في تقييم المعرض حور القاسمي رئيس مؤسسة الشارقة للفنون، والدكتور صلاح م. حسن بروفسور في قسم جولدوين سميث، ومدير معهد دراسات الحداثة المقارنة، جامعة كورنيل. كما شارك كلاهما في تقييم مؤتمر بعنوان «الحداثة وصناعة الهوية في السودان: استعادة حقبة الستينات والسبعينات». يقام المعرض في المباني الفنية لمؤسسة الشارقة للفنون، مبنى J، ما بين 12 نوفمبر 2016 و16 يناير. 2017

## وصلات خارجية
التشكيلية كمالا إسحق تتحدث لـ (نجوع) حديث الريشة والألوان: صحيفة الانتباهة الثلاثاء، 04 فبراير 2014 م